# Jürgen van der List
Jürgen van der List (* 1943 in Freckenhorst, Kreis Warendorf) ist ein deutscher Ingenieur und Hochschullehrer. Von 1997 bis 2007 war er Rektor der Fachhochschule für Technik Esslingen bzw. der Hochschule Esslingen.

## Leben
Jürgen van der List studierte Nachrichtentechnik mit dem Schwerpunkt Regelungstechnik an der Technischen Universität Berlin und an der Universität Karlsruhe. Er schloss das Studium 1970 als Diplomingenieur ab. Anschließend promovierte er an der Technischen Universität Berlin über das Thema Ein Verfahren zur Identifikation des allpassfreien Anteils eines linearen Systems mit Totzeit zum Doktoringenieur.
Nach Stationen in Berlin und Düsseldorf wurde er zum Wintersemester 1981/82 als Professor an die Fachhochschule für Technik Esslingen berufen. Er lehrte auf den Gebieten der Regelungstechnik, Elektronik, Automatisierungstechnik, Datenbanken und Datennetze sowie Programmiersprachen. Von 1988 bis 1995 baute er den Fachbereich Elektronik/Mikroelektronik am neu gegründeten Standort in Göppingen auf.
Von 1995 bis 1997 war er Prorektor für Forschung und Entwicklung. Von 1997 bis zu seinem Eintritt in den Ruhestand 2007 war er Rektor der Fachhochschule für Technik Esslingen bzw. der Nachfolgeeinrichtung Hochschule Esslingen, die 2006 aus der Fusion mit der Fachhochschule für Sozialwesen Esslingen entstand. Am 27. Januar 2009 wurde Jürgen van der List mit dem Verdienstkreuz am Bande der Bundesrepublik Deutschland ausgezeichnet.

## Werke (Auswahl)
- Ein Verfahren zur Identifikation des allpassfreien Anteils eines linearen Systems mit Totzeit. Technische Universität Berlin, Dissertation, Berlin 1977.
- mit Uwe Schneider: Open access. Funktionen, Beispiele, Übungen. IWT-Verlag, Vaterstetten 1985, ISBN 978-3-88322-139-7.
- Datenbankaufbau mit dBASE III PLUS – vom Konzept zum Programm; Entwurf und Realisierung. IWT-Verlag, Vaterstetten 1988, ISBN 978-3-88322-230-1.